# 닉 푸엔테스

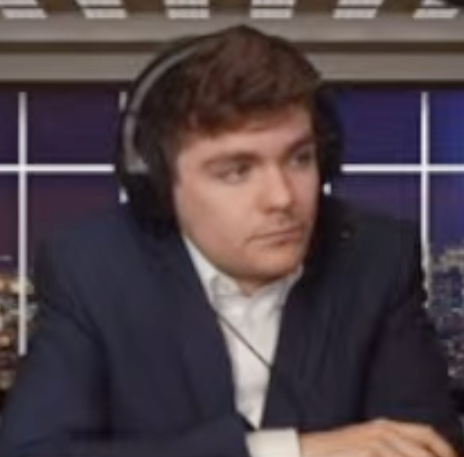
푸엔테스 (2022년)

닉 푸엔테스(Nick Fuentes, 1998년 8월 18일 ~)는 미국의 극우 성향 정치 평론가이자 온라인 스트리머이다. 과거 유튜버였으나 2020년 2월 Youtube의 증오 표현 정책 위반으로 채널이 영구 정지되었다. 푸엔테스는 유대인에 관한 음모론을 주장하고 "성전"을 촉구하였으며 홀로코스트 부정 등 반유대주의 성향을 보이고 있다. 그는 다양한 출처에서 신나치주의자로 묘사되었다. 멕시코계 미국인이자 가톨릭 신자인 푸엔테스는 자신을 인셀 운동의 일원이자 권위주의, 가톨릭 통합주의, 기독교 민족주의자로 규정한다. 그의 추종자들은 그로이퍼(Groypers)라는 명칭을 쓰며 인터넷을 중심으로 활동한다.
2022년 11월 22일 도널드 트럼프의 초청으로 카니예 웨스트와 함께 플로리다에 위치한 그의 마러라고 저택에서 비공개 만찬을 가졌다.